# كلية المجتمع كولبي
كلية المجتمع كولبي (بالإنجليزية: Colby Community College)‏ هي كلية مجتمع عامة في كولبي، كانساس.